# TCGirls
『TCGirls』（ティーシーガールズ）は、もみのさとによる日本の4コマ漫画。芳文社『まんがタイムきららMAX』2016年5月号から6月号までゲスト連載後、同年8月号から2018年7月号にかけて連載された。

## あらすじ
人一倍にカードゲームを愛する小柴アンは高校進学と同時にアルバイトを始める。その勤務先は、とある電気街の片隅にある葉波シオンが営業するカードショップ「Aster」（アスター）。アンはカードゲームが好きなゆえにしばしば騒動を起こし、店長のシオンや常連客の御厨メイたちも巻き込んでいく。

## 登場人物
主要人物の名前は、トレーディングカードゲームの用語が由来となっている。
小柴 アン（こしば アン）
主人公。高校1年生。カードショップ「Aster」の店員。誕生日は8月5日。明るく猪突猛進な性格で、他人に迷惑をかけることが多い。カードゲームが大好きであり、仕事をさぼってカードゲームで遊ぶこともしばしば。長時間カードゲームに関わらなかった場合、禁断症状が出る。弟がいるが、カードゲームでは一勝もしたことがない。暗記科目全般（特に英語）が苦手だが、本気を出せば高得点を取ることができる。昔は人見知りだったが、カードゲームがきっかけで社交的になったという過去を持つ。絵画のセンスは壊滅的。
名前の由来は「バーン」（直接相手にダメージを与えるカードを多用する戦術）。
葉波 シオン（はなみ シオン）
カードショップ「Aster」の店長。アンと同じ高校の2年生。ニイナによると才色兼備で有名人らしい。性格はアンとは正反対の真面目でしっかり者だが、照れ屋な所がある。アンの常軌を逸した行動に振り回され、呆れることが多い。マナ以外の人物に対しては敬語で話す。カードゲームのルールをあまり知らないが絵を見るのが好き。実は「Leaf Wave」という大手TCG会社の経営者の娘であり、カードショップ「Aster」は父親から入学祝いにもらった店である。高校に行っている間は家政婦に店番を任せている。眼鏡を着用することがある。
名前の由来は「パーミッション」（相手の行動の妨害をメインとした戦術）。
御厨 メイ（みくりや メイ）
カードショップ「Aster」の常連客。ハンドルネームは「常闇の黒騎士」。一人称は「ボク」。少し無口で中二病的な口調で話す。外見は幼いが、カードゲームの大会で何度も優勝している実力者である。また、シングルカードを買ったことがなく、パックを買うだけでレアなカードや目的のカードを当てるほどの強運の持ち主である。カードスリーブは無地や一文字といったシンプルなものを好む。
名前の由来は「リアニメイト」（捨札置き場にあるカードを戦場に戻して再利用する戦術）。
大泉 マナ（おおいずみ マナ）
カードショップ「Aster」の店員。シオンの幼馴染であり彼女のことは「シーちゃん」と呼ぶ。普段はおっとりしているが、手に執着心があるという変わった一面があり、特に「何かを持つ手」を見ると我を忘れてしまうほど好きである。メイは彼女のことが苦手であり、「百の手を愛でる者」（ハンドレッド・ハンド）と呼んで恐れている。アーケード版のカードゲームが得意であり、「スピードクイーン」と呼ばれている。
名前の由来は「ビッグマナ」（大量のコストを発生させて強力なカードを使用する戦術）。
鵜池 ニイナ（うのいけ ニイナ）
アンのクラスメイト。カードゲームの初心者。他人に素直になれない性格のため、友達が誰もおらず一人で遊んでいたが、後にアンと出会うことで打ち解けた。可愛いものが好きであり、使用するデッキはファンシーなカードが多く、カードスリーブやデッキケースなどのサプライ品にこだわるタイプである。成績はアンより下である。
名前の由来は「ウィニー」（低コストのカードを大量に展開して数で押す戦術）

## 書誌情報
- もみのさと『TCGirls』芳文社〈まんがタイムKRコミックス〉、全2巻
  1. 2017年5月27日発売 ISBN 978-4-8322-4840-3
  2. 2018年7月26日発売 ISBN 978-4-8322-4966-0